# Konkurs Piosenki Eurowizji 2014
59. Konkurs Piosenki Eurowizji został rozegrany 6, 8 i 10 maja 2014 w B&W Hallerne w Kopenhadze dzięki wygranej Emmelie de Forest, reprezentantki Danii podczas konkursu w 2013. Był to trzeci konkurs zorganizowany przez duńskiego nadawcę radiowo-telewizyjnego DR, po konkursach w 1964 i 2001. Koncerty konkursowe prowadzili Nikolaj Koppel, Pilou Asbæk i Lise Rønne.
Zwycięzcą finału została drag queen Conchita Wurst, reprezentantka Austrii z utworem „Rise Like a Phoenix” autorstwa Charly’ego Masona, Joeya Patulki, Ali Zuckowskiego i Juliana Maasa, za który zdobyła 290 punktów.

## Lokalizacja

### Miejsce organizacji konkursu
Dzięki wygraniu poprzedniego konkursu przez Emmelie de Forest, reprezentantkę Danii, prawo do organizacji konkursu w 2014 otrzymał duński nadawca publiczny DR. We wrześniu 2013 ogłosił, że miastem-gospodarzem konkursu będzie Kopenhaga, a wszystkie trzy koncerty konkursowe odbędą się w B&W Hallerne, w byłym porcie Refshaleøen. Miejsce było wyremontowane na potrzeby konkursu, a otaczająca halę przestrzeń została nazwana Wyspą Eurowizji (ang. Eurovision Island).
Pod koniec sierpnia Prezydent Kopenhagi, Frank Jensen, oświadczył, że na odrestaurowanie terenu zostanie przeznaczone 40 milionów koron duńskich. Wyznał również, że w związku z wyborem stolicy Danii na Zieloną Stolicę Europy celem miasta będzie zorganizowanie najbardziej ekologicznego konkursu w historii.

### Proces wyboru miejsca organizacji
Kandydaturę do zorganizowania 59. Konkursu Piosenki Eurowizji złożyły władze pięciu duńskich miast. Najpierw zaproponowano stadion Parken w Kopenhadze oraz arenę Jyske Bank Boxen w Herning, z czasem pojawiły się kolejne oferty: władze Fredericii zgłosili halę Messe C, a Aalborga – obiekt Gigantium. Piątym miastem rywalizującym o tytuł organizatora konkursu został Horsens z areną Fængslet, na której terenie wcześniej funkcjonowało więzienie.
| Miasto                | Miejsce                        | Pojemność             | Uwagi                                                                                                |
| Oficjalne kandydatury | Oficjalne kandydatury          | Oficjalne kandydatury | Oficjalne kandydatury                                                                                |
| --------------------- | ------------------------------ | --------------------- | --- |
| Herning               | Jyske Bank Boxen               | 15 000                | Gospodarz finału Dansk Melodi Grand Prix w 2013.                                                     |
| Horsens               | Fængslet                       | 13 000                | Wymaga prac remontowych.                                                                             |
| Kopenhaga             | Duży namiot na terenie DR Byen | 10–15 000             | — |
| Kopenhaga             | B&W Hallerne                   | 10 000                | Wymaga prac remontowych.                                                                             |
| Wycofane kandydatury  |                                |                       | |
| Aalborg               | Gigantium                      | 8500                  | Gospodarz finałów Dansk Melodi Grand Prix w 2006, 2010 i 2012 roku. Kandydaturę wycofano 17 czerwca. |
| Fredericia            | MesseC                         | 8000                  | Kandydaturę wycofano 26 czerwca.                                                                     |
| Kopenhaga             | Parken                         | 50 000                | Gospodarz Konkursu Piosenki Eurowizji 2001. Kandydaturę wycofano 28 czerwca                          |

    Kandydatura zwycięska
Nadawca DR zastrzegł w regulaminie, że miasto powinno dysponować co najmniej trzema tysiącami miejsc w pokojach hotelowych. Z tego powodu 17 czerwca 2013 władze Aalborga wycofały swoją kandydaturę, posiadając jedynie 1600 miejsc noclegowych.
19 czerwca upłynął termin nadsyłania zgłoszeń do organizowania konkursu. Tego samego dnia władze Kopenhagi podały do wiadomości kolejne dwie areny, które zaproponowano do zorganizowania weń konkursu: DR Byen i B&W Hallerne.
Nadawca DR wymagał, aby hala konkursowa mierzyła co najmniej 16 metrów i nie posiadała słupa, który mógłby utrudniać widzom oglądanie. Z powodu braku odpowiedniej hali rezygnację ogłosiły władze Fredericii. Kilka dni później z udziału w przetargu wycofał się Anders Hørsholt, dyrektor generalny Parken Sport & Entertainment, wyjaśniając, że w tygodniach poprzedzających konkurs w Parken odbędą się wcześniej zaplanowane mecze piłkarskie. 2 września Europejska Unia Nadawców (EBU) ogłosiła, że 59. Konkurs Piosenki Eurowizji odbędzie się w B&W Hallerne w Kopenhadze.

## Organizacja
Producentem generalnym konkursu została Pernille Gaardbo.
Głównym partnerem medialnym konkursu była krajowa sieć telekomunikacyjna TDC. Oficjalnym sponsorem koncertów została niemiecka firma kosmetyczna Schwarzkopf, która współpracuje z organizatorami widowiska od 2009.
20 września 2013 EBU poinformowała o modyfikacji zasad głosowania podczas 59. Konkursu Piosenki Eurowizji. Zgodnie z nimi nazwiska jurorów w każdym kraju miały zostać podane do publicznej wiadomości najpóźniej 1 maja 2014, tj. na kilka dni przed datą rozegrania pierwszego koncertu półfinałowego. W skład pięcioosobowej komisji jurorskiej musiał wchodzić profesjonalny muzyk, który nie zasiadał w komisji sędziowskiej podczas dwóch poprzednich konkursów. Tuż po koncercie finałowym opublikowane zostały rankingi sporządzone przez każdego z jurorów oraz oddzielne wyniki głosowania telewidzów oraz sędziów, które do tej pory były dostępne dopiero w połowie czerwca.

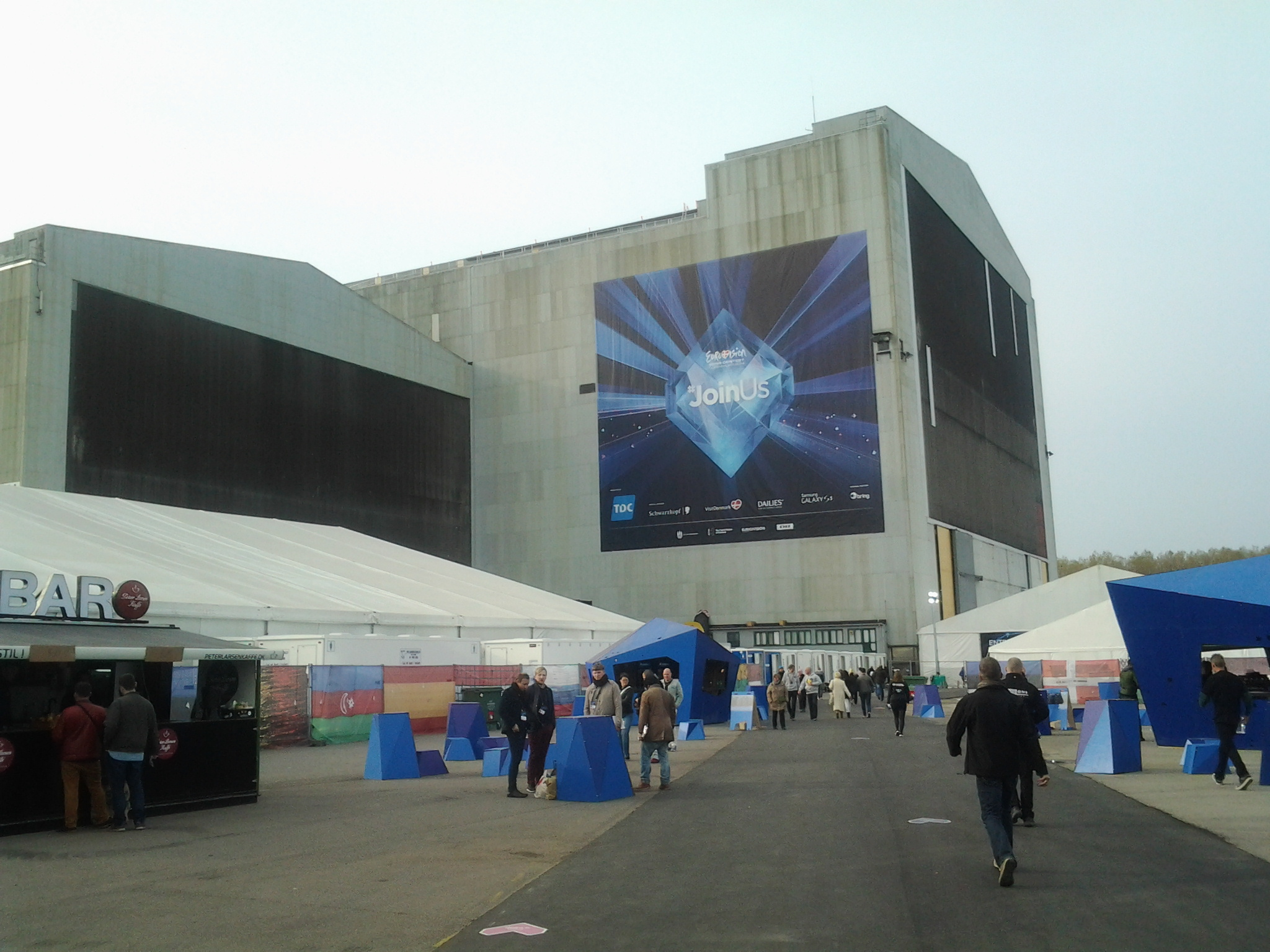
Logo konkursu na budynku B&W Hallerne

Pod koniec listopada 2013 na oficjalnej stronie konkursu opublikowano wstępną grafikę, a 18 grudnia – oficjalne logo 59. Konkursu Piosenki Eurowizji. Logotyp przedstawiał niebieski diament „mający wiele odsłon, prezentujący różnorodność i bogactwo, które zostaną zaprezentowane na scenie konkursowej”. Hasłem przewodnim konkursu został slogan #Join Us.

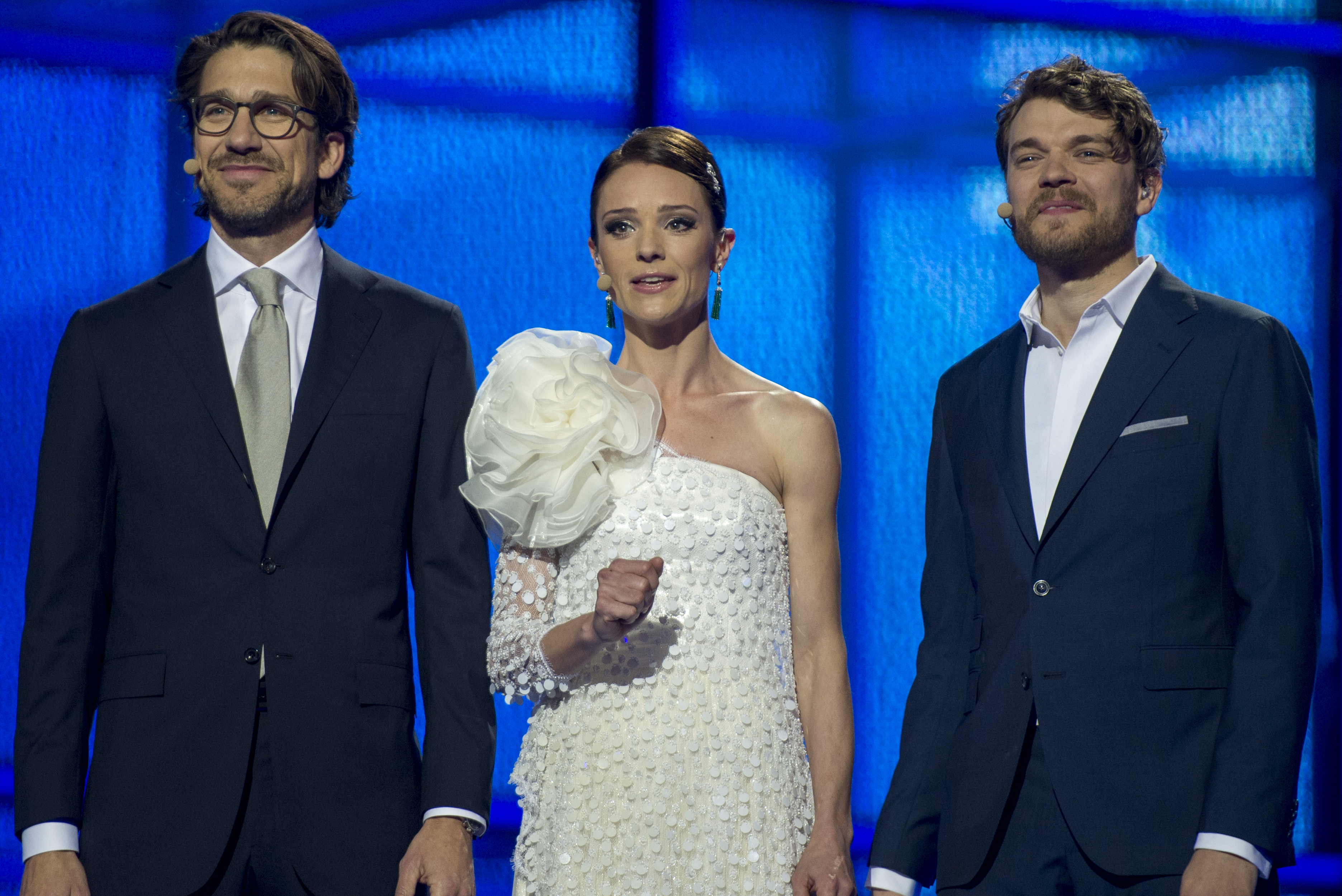
Nikolaj Koppel, Lise Rønne i Pilou Asbæk – prowadzący konkurs

4 lutego 2014 w budynku Odd Fellow Mansion odbyła się konferencja prasowa, podczas której ogłoszono, że konkurs poprowadzą: pianista, dziennikarz i dyrektor muzyczny Nikolaj Koppel, aktor Pilou Asbæk i prezenterka telewizyjna Lise Rønne.

### Oficjalny hymn
Pod koniec 2013 nadawca DR wystosował prośbę do Emmelie de Forest, zwyciężczyni konkursu w 2013, o napisanie oficjalnego hymnu 59. Konkursu Piosenki Eurowizji, nawiązującego do hasła przewodniego imprezy: #Join Us. Wokalistka, we współpracy z Jacobem Schackem Glæsnerem i Frederikem Soneforsem, stworzyła utwór „Rainmaker”, który został wydany w formie singla 21 lutego 2014. 8 lutego zaprezentowała go premierowo podczas finału maltańskich eliminacji do konkursu. Piosenka trafiła na 1. miejsce listy przebojów w Danii oraz na oficjalne listy w Niemczech, Irlandii, Szwajcarii i Wielkiej Brytanii. Singiel uzyskał certyfikat złotej płyty w Danii za osiągnięcie wyniku ponad 15 tys. sprzedanych kopii. Utwór został zaprezentowany przez de Forest oraz 26 finalistów podczas finału 59. Konkursu Piosenki Eurowizji, a także został umieszczony na oficjalnej składance konkursu pt. Eurovision Song Contest 2014 Copenhagen.

### Losowanie półfinałów
Aby uniknąć problemów ze sprzedażą biletów i doprowadzić do sprawiedliwej dystrybucji wejściówek w Szwecji i Norwegii, które znajdują się geograficznie blisko Kopenhagi, grupa referencyjna EBU zdecydowała, że kraje te będą występowały w różnych półfinałach. Szwecję przydzielono do pierwszego, a Norwegię do drugiego półfinału.
Wszystkie kraje uczestniczące, poza tzw. „Wielką Piątką” (czyli Francją, Hiszpanią, Niemcami, Wielką Brytanią i Włochami) oraz gospodarzem (Danią), podzielono na 6 koszyków, biorąc przy tym pod uwagę, jak mieszkańcy tych państw głosowali w poprzednich konkursach. Losowanie przydzielające poszczególne kraje do półfinałów odbyło się 20 stycznia.
| Koszyk 1                                                   | Koszyk 2                                         | Koszyk 3                                            | Koszyk 4                                          | Koszyk 5                                | Koszyk 6                                  |
| ---------------------------------------------------------- | ------------------------------------------------ | --------------------------------------------------- | ------------------------------------------------- | --------------------------------------- | ----------------------------------------- |
| - Albania - Czarnogóra - Macedonia - Słowenia - Szwajcaria | - Estonia - Finlandia - Islandia - Litwa - Łotwa | - Azerbejdżan - Białoruś - Gruzja - Rosja - Ukraina | - Armenia - Belgia - Grecja - Holandia - Irlandia | - Austria - Polska - San Marino - Węgry | - Malta - Mołdawia - Portugalia - Rumunia |

### Kontrowersje

#### Posądzenia o plagiat

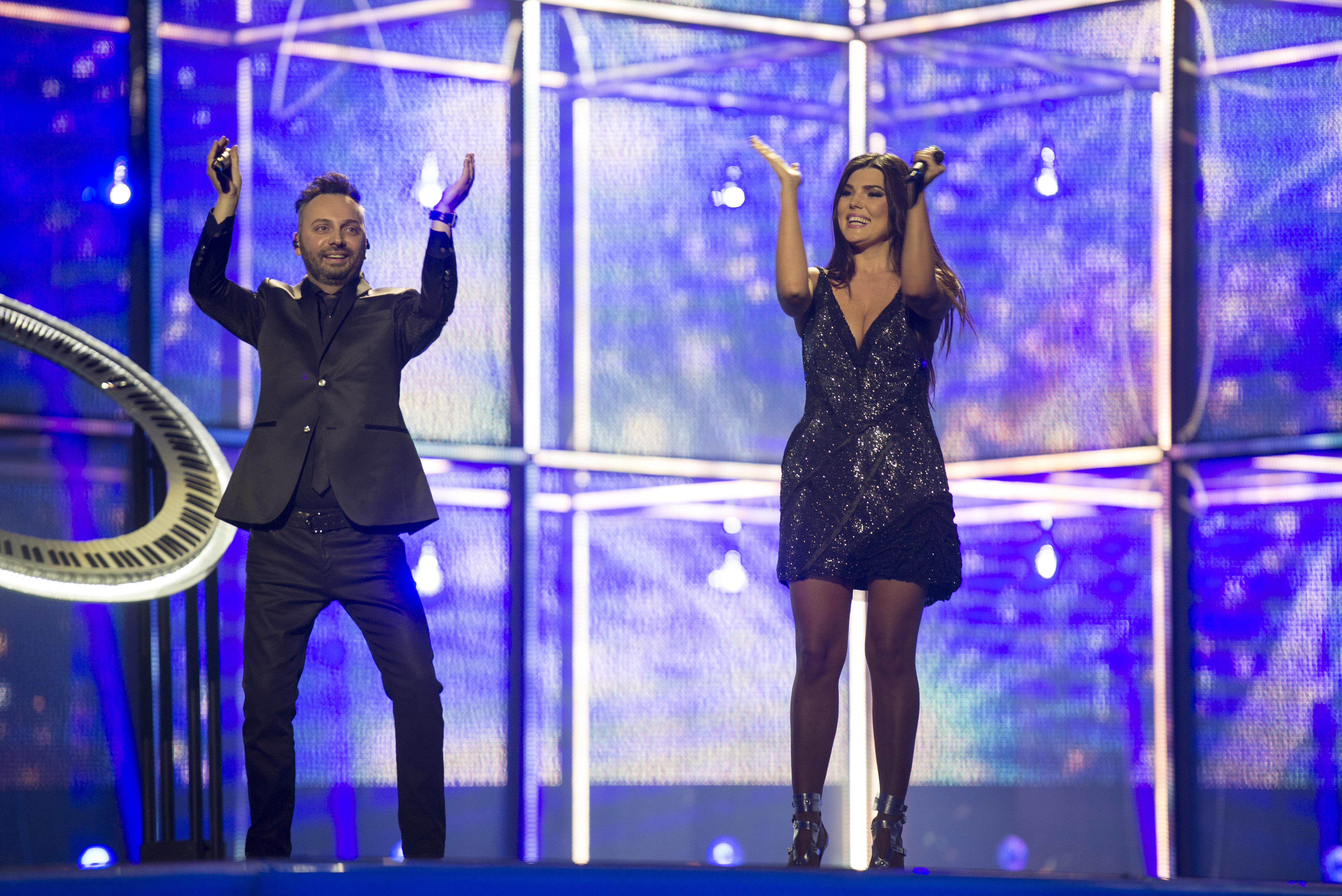
Paula Seling i Ovi podczas występu w finale konkursu

Po premierze piosenki „Miracle” duet Paula Seling i Ovi został posądzony przez lokalne media o możliwe popełnienie plagiatu, a utwór porównano do przeboju „Neon Lights” Demi Lovato. Po premierze teledysku do piosenki hiszpańscy fani konkursu zwrócili uwagę na podobieństwo motywu tańca w deszczu, który pojawił się w klipie do piosenki „Dancing in the Rain” Ruth Lorenzo, reprezentantki Hiszpanii w finale Eurowizji 2013. Seling odparła zarzuty, mówiąc: Wątpię w to, że Alex [Ceausu, reżyser teledysku] usiadł i oglądał klipy zrealizowane do wszystkich piosenek konkursowych. (...) Pierwszy raz obejrzałam teledysk do piosenki Ruth dopiero po tym, jak kilku moich znajomych zwróciło mi uwagę na to, że zarówno my, jak i ona mamy w swoich klipach taniec w deszczu. Alex wpadł na pomysł, że woda będzie symbolem cudu życia. Sama tańczyłam w deszczu w programie »Dancing with the Stars« cztery lata temu, także... Nie wspominając już o tym, że kopiowanie konkurentów w konkursie byłoby absurdem.
O naruszenie praw autorskich posądzono także zespół Twin Twin reprezentujący Francję. Po premierze piosenki „Moustache” zwrócono uwagę na wyraźne inspiracje utworem Stromae’a „Papaoutai”. Twórcy odparli zarzuty, twierdząc, że utwór z Francji powstał rok przed opublikowaniem przeboju Belga.
Po finale konkursu zwycięska piosenka „Rise Like a Phoenix” Conchity Wurst została przyrównana do utworu Bon Joviego „Always”.

#### Inne incydenty

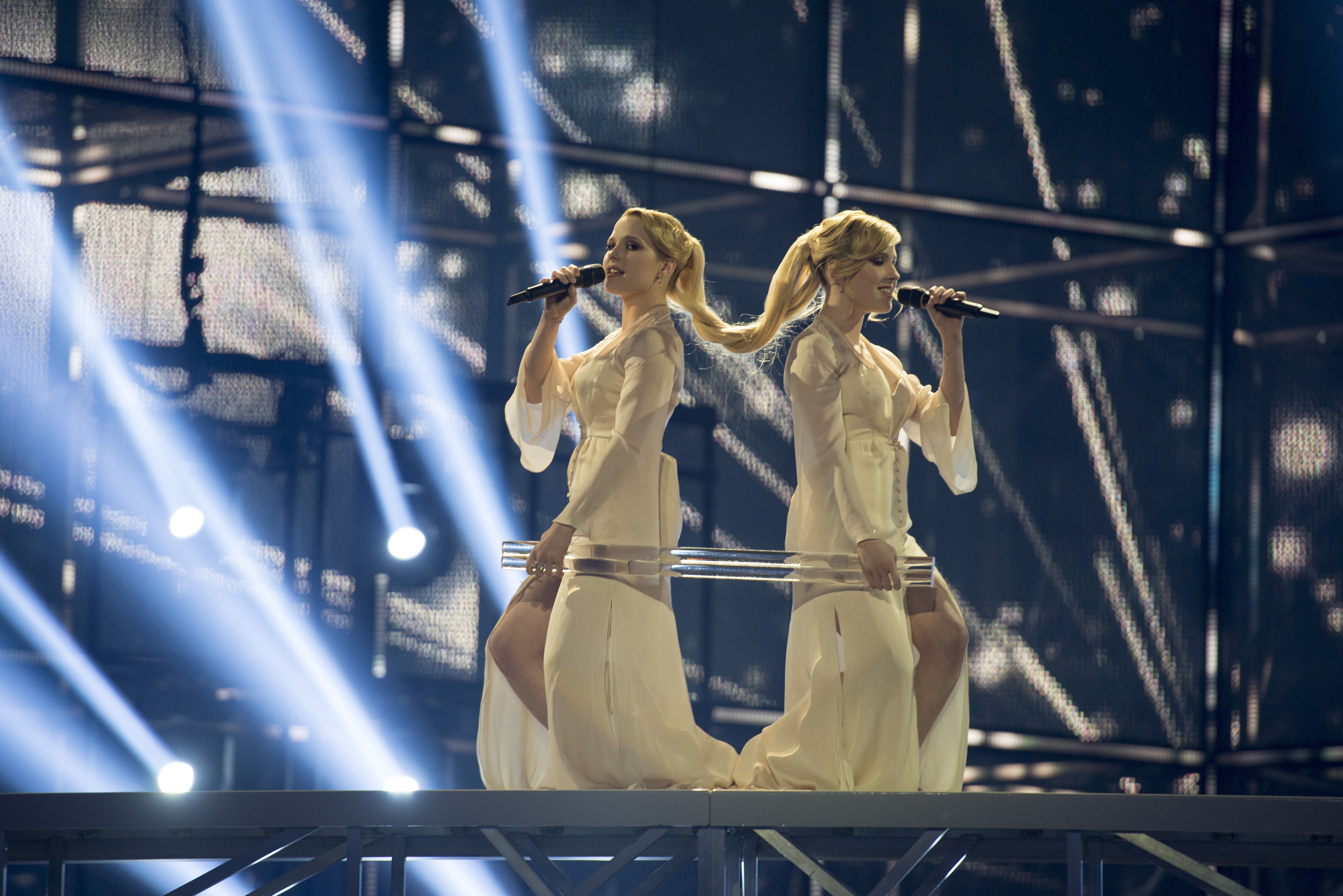
Reprezentantki Rosji podczas występu w pierwszym półfinale konkursu

Z powodu konfliktu zbrojnego między Ukrainą a Rosją rosyjskie reprezentantki – siostry Tołmaczowe – zostały „wybuczane” przez publiczność zarówno podczas swoich występów w półfinale i finale konkursu, jak i w trakcie ogłoszenia awansu Rosji do finału oraz przyznawaniu punktów przez rosyjskiego sekretarza w finale.
Przed ogłoszeniem przyznania punktów reprezentacji Austrii sekretarz podający wyniki z Litwy – Ignas Krupavičius – wyjął maszynkę do golenia i nawiązał do wyglądu Conchity Wurst, mówiąc: „Teraz jest czas, aby się ogolić”. Prowadzący konkurs Nikolaj Koppel odpowiedział na uwagę słowami: „Czas na golenie? Chyba nie”. Komentarz Krupavičiusa został krytycznie odebrany także m.in. przez Grahama Nortona z BBC, który z kolei docenił Wurst za oryginalność i odwagę.
Wyniki głosowania komisji jurorskiej z Gruzji zostały wycofane przez EBU z powodu podejrzenia członków o manipulację głosami przez sędziów. Wszystkich pięciu jurorów, tj. Giorgi Kuchianidze, Micheil Chelidze, Natia Choshtaria, Nino Chachava i Nana Dauszwili, przyznało identyczną liczbę głosów od pierwszego do ósmego miejsca, co – w ocenie EBU – było statystycznie niemożliwe. Zgodnie z rozporządzeniem organizacji wyniki z Gruzji zostały oparte wyłącznie na głosowaniu telewidzów.

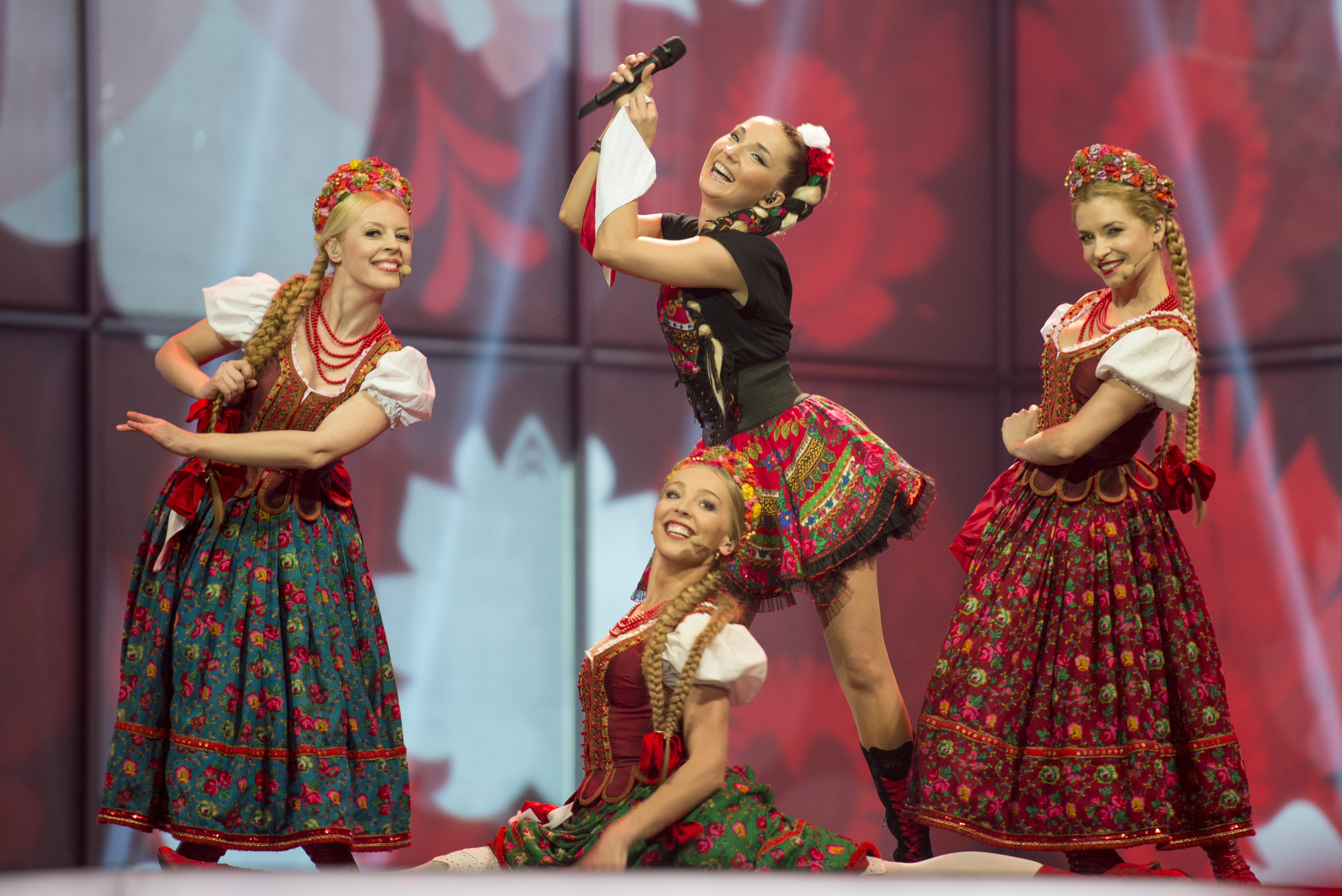
Cleo podczas występu w finale konkursu

Po konkursie w polskich mediach zwracano uwagę, że przyjęty w 2009 system przyznawania głosów, uwzględniający głosy jurorów z danego kraju, wypaczał wyniki głosowania telewidzów. Gdyby brać pod uwagę wyniki głosowania telewidzów, Polska zajęłaby piąte miejsce ze 162 punktami na koncie, w tym m.in. z maksymalnymi notami (12 punktów) z Wielkiej Brytanii, Norwegii, Irlandii i Ukrainy. W przypadku Wielkiej Brytanii jurorzy sklasyfikowali polską propozycję na ostatnim miejscu, co doprowadziło do nieprzyznania ani jednego punktu z kraju. W odwrotnej sytuacji był zespół Firelight reprezentujący Maltę, który zajął szóste miejsce w głosowaniu jurorów, ale dopiero 24. miejsce w głosowaniu telewidzów.

## Kraje uczestniczące
Państwa uczestniczące w pierwszym półfinale
     Finaliści głosujący w pierwszym półfinale
     Państwa uczestniczące w drugim półfinale
     Finaliści głosujący w drugim półfinale

Państwa uczestniczące w pierwszym półfinale
Finaliści głosujący w pierwszym półfinale
Państwa uczestniczące w drugim półfinale
Finaliści głosujący w drugim półfinale

Udział w 59. Konkursie Piosenki Eurowizji potwierdziło 37 europejskich nadawców publicznych. Do stawki konkursowej powróciły telewizje z Polski i Portugalii, natomiast rezygnację z udziału w konkursie ogłosiły stacje z Cypru, Chorwacji, Serbii i Bułgarii. Do konkursu nie powróciły także telewizje z Andory, Czech, Luksemburga, Maroka, Monako, Słowacji i Turcji.

### Powracający artyści

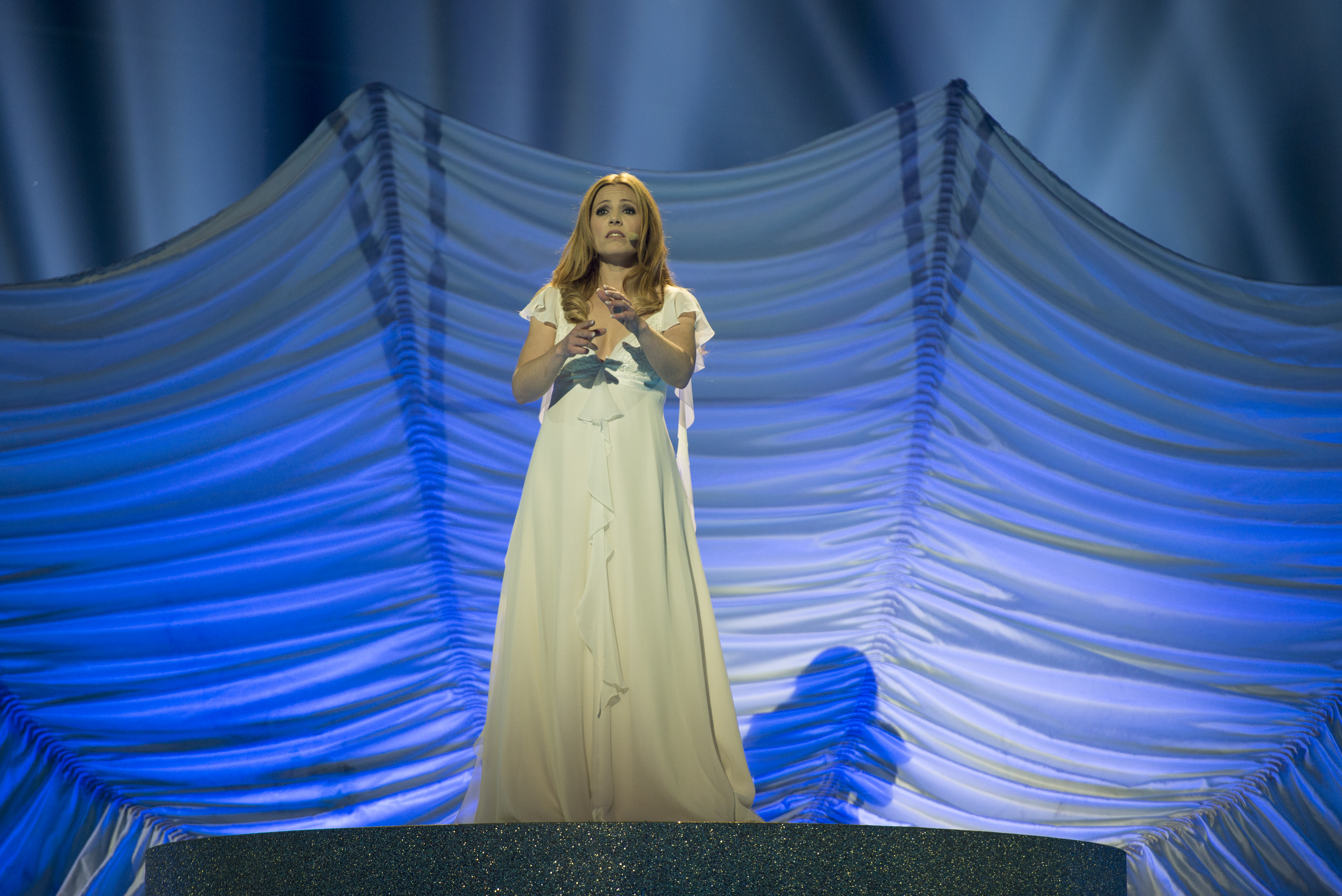
Reprezentantka San Marino Valentina Monetta podczas występu w pierwszym półfinale konkursu

W 59. Konkursie Piosenki Eurowizji wzięło udział kilku wykonawców, którzy uczestniczyli w poprzednich konkursach. San Marino trzeci rok z rzędu reprezentowała Valentina Monetta, zostając tym samym czwartym w historii wykonawcą, który wziął udział w trzech kolejnych konkursach. Reprezentanci Rumunii, Paula Seling i Ovi, wystąpili w barwach kraju podczas konkursu w 2010.
Reprezentantkę Macedonii, Tijanę Dapčević, wokalnie na scenie wspierała jej siostra, Tamara Todewska, która uczestniczyła w barwach kraju w konkursie w 2008.

## Wyniki

### Pierwszy półfinał
Pierwszy półfinał odbył się 6 maja, wzięli w nim udział reprezentanci 16 krajów. Prawo do głosowania miały państwa uczestniczące w koncercie oraz trzy kraje mające zagwarantowany udział w finale, tj. Francja, Hiszpania oraz Dania (organizator). Do finału awansowało 10 krajów z największą liczbą zdobytych punktów.
| L.p. | Kraj        | Język        | Artysta                | Piosenka               | Miejsce | Punkty |
| ---- | ----------- | ------------ | ---------------------- | ---------------------- | ------- | ------ |
| 1    | Armenia     | angielski    | Aram MP3               | „Not Alone”            | 4       | 121    |
| 2    | Łotwa       | angielski    | Aarzemnieki            | „Cake to Bake”         | 13      | 33     |
| 3    | Estonia     | angielski    | Tanja                  | „Amazing”              | 12      | 36     |
| 4    | Szwecja     | angielski    | Sanna Nielsen          | „Undo”                 | 2       | 131    |
| 5    | Islandia    | angielski    | Pollapönk              | „No Prejudice”         | 8       | 61     |
| 6    | Albania     | angielski    | Hersi                  | „One Night's Anger”    | 15      | 22     |
| 7    | Rosja       | angielski    | Siostry Tołmaczowe     | „Shine”                | 6       | 63     |
| 8    | Azerbejdżan | angielski    | Dilara Kazimowa        | „Start a Fire”         | 9       | 57     |
| 9    | Ukraina     | angielski    | Marija Jaremczuk       | „Tick-Tock”            | 5       | 118    |
| 10   | Belgia      | angielski    | Axel Hirsoux           | „Mother”               | 14      | 28     |
| 11   | Mołdawia    | angielski    | Cristina Scarlat       | „Wild Soul”            | 16      | 13     |
| 12   | San Marino  | angielski    | Valentina Monetta      | „Maybe”                | 10      | 40     |
| 13   | Portugalia  | portugalski  | Suzy                   | „Quero ser tua”        | 11      | 39     |
| 14   | Holandia    | angielski    | The Common Linnets     | „Calm After the Storm” | 1       | 150    |
| 15   | Czarnogóra  | czarnogórski | Sergej Ćetković        | „Moj svijet”           | 7       | 63     |
| 16   | Węgry       | angielski    | András Kállay-Saunders | „Running”              | 3       | 127    |

Legenda:
     Kraje zakwalifikowane do finału
| Wyniki jurorów i telewidzów | Wyniki jurorów i telewidzów | Wyniki jurorów i telewidzów | Wyniki jurorów i telewidzów | Wyniki jurorów i telewidzów |
| Miejsce                     | Telewidzowie                | Punkty                      | Jurorzy                     | Punkty                      |
| --------------------------- | --------------------------- | --------------------------- | --------------------------- | --------------------------- |
| 1                           | Holandia                    | 130                         | Holandia                    | 130                         |
| 2                           | Węgry                       | 103                         | Szwecja                     | 125                         |
| 3                           | Szwecja                     | 96                          | Węgry                       | 122                         |
| 4                           | Armenia                     | 96                          | Armenia                     | 102                         |
| 5                           | Ukraina                     | 96                          | Azerbejdżan                 | 94                          |
| 6                           | Portugalia                  | 65                          | Ukraina                     | 88                          |
| 7                           | Rosja                       | 57                          | Czarnogóra                  | 74                          |
| 8                           | San Marino                  | 49                          | Islandia                    | 68                          |
| 9                           | Islandia                    | 43                          | Albania                     | 64                          |
| 10                          | Łotwa                       | 38                          | Estonia                     | 61                          |
| 11                          | Belgia                      | 31                          | Rosja                       | 57                          |
| 12                          | Czarnogóra                  | 26                          | Łotwa                       | 27                          |
| 13                          | Azerbejdżan                 | 15                          | San Marino                  | 25                          |
| 14                          | Estonia                     | 13                          | Belgia                      | 24                          |
| 15                          | Albania                     | 6                           | Mołdawia                    | 24                          |
| 16                          | Mołdawia                    | 4                           | Portugalia                  | 17                          |

#### Tabela punktacyjna pierwszego półfinału
|                     |         | Punkty |         |         |          |         |       |             |         |        |          |            |            |          |            |       |       |         |           |    |
| Suma punktów        | Armenia | Łotwa  | Estonia | Szwecja | Islandia | Albania | Rosja | Azerbejdżan | Ukraina | Belgia | Mołdawia | San Marino | Portugalia | Holandia | Czarnogóra | Węgry | Dania | Francja | Hiszpania |    |
| Uczestnicy konkursu |         |        |         |         |          |         |       |             |         |        |          |            |            |          |            |       |       |         |           |    |
| Armenia             | 121     |        | 6       | 5       | 8        | 3       | 5     | 12          |         | 12     | 3        | 10         |            | 4        | 12         | 10    | 8     | 5       | 12        | 6  |
| Łotwa               | 33      |        |         | 6       | 1        | 6       |       |             | 7       |        | 5        |            | 2          | 3        |            |       | 2     | 1       |           |    |
| Estonia             | 36      | 5      | 10      |         | 5        | 5       |       |             | 5       |        |          |            |            |          |            |       |       |         | 4         | 2  |
| Szwecja             | 131     | 4      | 8       | 7       |          | 10      | 6     | 6           |         | 10     | 8        | 10         | 3          | 8        | 8          | 5     | 10    | 10      | 6         | 12 |
| Islandia            | 61      |        | 5       | 2       | 7        |         |       |             |         | 3      | 4        |            | 7          | 1        | 7          |       | 6     | 8       | 8         | 3  |
| Albania             | 22      |        |         |         |          |         |       |             |         |        | 2        |            | 5          |          | 1          | 12    |       | 2       |           |    |
| Rosja               | 63      | 7      | 4       | 1       | 2        | 2       |       |             | 10      | 6      | 1        | 12         |            | 5        |            | 4     | 5     | 4       |           |    |
| Azerbejdżan         | 57      |        | 2       | 4       |          | 1       | 7     | 10          |         | 5      |          | 6          | 6          | 2        | 4          | 7     | 1     |         | 2         |    |
| Ukraina             | 118     | 12     | 7       | 10      | 6        | 7       | 3     | 7           | 12      |        | 7        | 8          | 4          | 7        | 5          | 8     | 3     | 7       |           | 5  |
| Belgia              | 28      | 6      |         |         |          |         |       | 4           | 4       |        |          | 7          | 1          |          | 3          | 2     |       |         | 1         |    |
| Mołdawia            | 13      |        |         |         |          |         | 4     | 1           |         | 2      |          |            |            |          |            | 6     |       |         |           |    |
| San Marino          | 40      | 2      | 1       | 3       |          | 4       | 8     | 3           | 6       | 4      |          | 1          |            |          |            |       | 7     |         |           | 1  |
| Portugalia          | 39      | 3      |         |         | 4        |         | 1     |             | 1       |        | 6        | 3          |            |          | 2          | 3     |       | 3       | 5         | 8  |
| Holandia            | 150     | 10     | 12      | 12      | 12       | 12      | 2     | 2           | 3       | 7      | 10       | 2          | 12         | 12       |            | 1     | 12    | 12      | 10        | 7  |
| Czarnogóra          | 63      | 8      |         |         | 3        |         | 12    | 5           | 2       | 1      |          | 5          |            | 6        | 6          |       | 4     |         | 7         | 4  |
| Węgry               | 127     | 1      | 3       | 8       | 10       | 8       | 10    | 8           | 8       | 8      | 12       | 4          | 8          | 10       | 10         |       |       | 6       | 3         | 10 |

### Drugi półfinał
Drugi półfinał odbył się 8 maja 2014. Wzięli w nim udział reprezentanci 15 krajów. Prawo do głosowania miały państwa uczestniczące w koncercie oraz trzy kraje mające zagwarantowany udział w finale: Niemcy, Wielka Brytania i Włochy. Ostatecznie do finału awansowało 10 krajów z największą liczbą zdobytych punktów.
| L.p. | Kraj       | Język                | Artysta                          | Piosenka                       | Miejsce | Punkty |
| ---- | ---------- | -------------------- | -------------------------------- | ------------------------------ | ------- | ------ |
| 1    | Malta      | angielski            | Firelight                        | „Coming Home”                  | 9       | 63     |
| 2    | Izrael     | angielski, hebrajski | Mei Finegold                     | „Same Heart”                   | 14      | 19     |
| 3    | Norwegia   | angielski            | Carl Espen                       | „Silent Storm”                 | 6       | 77     |
| 4    | Gruzja     | angielski            | The Shin i Mariko                | „Three Minutes to Earth”       | 15      | 15     |
| 5    | Polska     | polski, angielski    | Donatan i Cleo                   | „My Słowianie – We Are Slavic” | 8       | 70     |
| 6    | Austria    | angielski            | Conchita Wurst                   | „Rise Like a Phoenix”          | 1       | 169    |
| 7    | Litwa      | angielski            | Vilija Matačiūnaitė              | „Attention”                    | 11      | 36     |
| 8    | Finlandia  | angielski            | Softengine                       | „Something Better”             | 3       | 97     |
| 9    | Irlandia   | angielski            | Can-Linn (feat. Kasey Smith)     | „Heartbeat”                    | 12      | 35     |
| 10   | Białoruś   | angielski            | Teo                              | „Cheesecake”                   | 5       | 87     |
| 11   | Macedonia  | angielski            | Tijana                           | „To the Sky”                   | 13      | 33     |
| 12   | Szwajcaria | angielski            | Sebalter                         | „Hunter of Stars”              | 4       | 92     |
| 13   | Grecja     | angielski            | Freaky Fortune (feat. RiskyKidd) | „Rise Up”                      | 7       | 74     |
| 14   | Słowenia   | angielski, słoweński | Tinkara Kovač                    | „Round and Round”              | 10      | 52     |
| 15   | Rumunia    | angielski            | Paula Seling i Ovi               | „Miracle”                      | 2       | 125    |

Legenda:
     Kraje zakwalifikowane do finału
| Wyniki jurorów i telewidzów | Wyniki jurorów i telewidzów | Wyniki jurorów i telewidzów | Wyniki jurorów i telewidzów | Wyniki jurorów i telewidzów |
| Miejsce                     | Telewidzowie                | Punkty                      | Jurorzy                     | Punkty                      |
| --------------------------- | --------------------------- | --------------------------- | --------------------------- | --------------------------- |
| 1                           | Austria                     | 165                         | Austria                     | 138                         |
| 2                           | Rumunia                     | 126                         | Finlandia                   | 117                         |
| 3                           | Polska                      | 116                         | Malta                       | 113                         |
| 4                           | Szwajcaria                  | 98                          | Norwegia                    | 100                         |
| 5                           | Grecja                      | 91                          | Rumunia                     | 99                          |
| 6                           | Białoruś                    | 86                          | Białoruś                    | 71                          |
| 7                           | Finlandia                   | 63                          | Macedonia                   | 70                          |
| 8                           | Norwegia                    | 55                          | Słowenia                    | 60                          |
| 9                           | Słowenia                    | 48                          | Grecja                      | 52                          |
| 10                          | Irlandia                    | 47                          | Szwajcaria                  | 51                          |
| 11                          | Litwa                       | 44                          | Litwa                       | 41                          |
| 12                          | Malta                       | 36                          | Polska                      | 34                          |
| 13                          | Macedonia                   | 28                          | Gruzja                      | 33                          |
| 14                          | Izrael                      | 26                          | Irlandia                    | 33                          |
| 15                          | Gruzja                      | 15                          | Izrael                      | 32                          |

#### Tabela punktacyjna drugiego półfinału
|                     |       | Punkty |          |        |        |         |       |           |          |          |           |            |        |          |         |        |        |                 |    |
| Suma punktów        | Malta | Izrael | Norwegia | Gruzja | Polska | Austria | Litwa | Finlandia | Irlandia | Białoruś | Macedonia | Szwajcaria | Grecja | Słowenia | Rumunia | Niemcy | Włochy | Wielka Brytania |    |
| Uczestnicy konkursu |       |        |          |        |        |         |       |           |          |          |           |            |        |          |         |        |        |                 |    |
| Malta               | 63    |        | 1        | 2      | 8      | 4       | 1     | 1         | 5        | 3        | 4         | 12         | 5      |          |         | 3      | 3      | 5               | 7  |
| Izrael              | 19    |        |          |        |        |         |       |           | 3        |          | 2         | 5          |        | 6        |         | 1      | 2      |                 |    |
| Norwegia            | 77    | 7      |          |        | 5      | 6       | 5     | 8         | 10       | 8        |           | 4          | 2      | 7        | 4       | 4      | 7      |                 |    |
| Gruzja              | 15    | 2      |          |        |        |         |       | 6         |          |          | 5         |            |        | 1        |         |        | 1      |                 |    |
| Polska              | 70    | 1      | 4        | 7      |        |         | 2     | 4         |          | 2        | 10        | 3          | 3      | 3        | 5       |        | 12     | 10              | 4  |
| Austria             | 169   | 10     | 10       | 8      | 10     | 10      |       | 10        | 12       | 12       | 7         | 6          | 12     | 12       | 10      | 12     | 4      | 12              | 12 |
| Litwa               | 36    |        |          | 5      | 7      | 2       |       |           |          | 5        | 6         |            |        |          |         |        |        | 1               | 10 |
| Finlandia           | 97    |        | 3        | 12     | 1      | 8       | 8     | 5         |          | 10       |           | 10         | 8      | 4        | 2       | 5      | 5      | 8               | 8  |
| Irlandia            | 35    | 4      | 2        | 3      |        | 5       | 4     |           |          |          |           | 7          | 1      | 2        | 1       | 2      |        |                 | 5  |
| Białoruś            | 87    | 6      | 7        | 1      | 12     | 7       | 10    | 12        | 7        | 1        |           | 2          |        | 8        | 6       | 8      |        |                 |    |
| Macedonia           | 33    | 3      | 2        |        | 2      |         |       |           | 1        |          | 1         |            | 10     |          | 12      |        |        | 2               |    |
| Szwajcaria          | 92    | 5      | 5        |        |        | 12      | 6     | 7         | 8        | 6        | 3         | 1          |        | 5        | 8       | 10     | 10     | 3               | 3  |
| Grecja              | 74    | 8      | 6        | 6      | 3      | 1       | 3     |           | 4        | 4        | 12        |            | 4      |          | 3       | 7      | 6      | 6               | 1  |
| Słowenia            | 52    |        | 8        | 4      | 4      | 3       | 7     | 3         | 2        |          |           |            | 6      |          |         | 6      |        | 7               | 2  |
| Rumunia             | 125   | 12     | 12       | 10     | 6      |         | 12    | 2         | 6        | 7        | 8         | 8          | 7      | 10       | 7       |        | 8      | 4               | 6  |

### Finał
Finał odbył się 10 maja 2014. Wystąpili w nim reprezentanci dwudziestu sześciu krajów: po 10 najwyżej ocenionych uczestników rund półfinałowych, przedstawiciele państw tzw. Wielkiej Piątki (tj. Niemiec, Francji, Wielkiej Brytanii, Włoch i Hiszpanii) oraz kraju-gospodarza, czyli Danii. Koncert finałowy wygrała reprezentantka Austrii, Conchita Wurst, z utworem „Rise Like a Phoenix”.
| Lp. | Kraj            | Język                            | Artysta                          | Piosenka                       | Miejsce | Punkty |
| --- | --------------- | -------------------------------- | -------------------------------- | ------------------------------ | ------- | ------ |
| 1   | Ukraina         | angielski                        | Marija Jaremczuk                 | „Tick-Tock”                    | 6       | 113    |
| 2   | Białoruś        | angielski                        | Teo                              | „Cheesecake”                   | 16      | 43     |
| 3   | Azerbejdżan     | angielski                        | Dilara Kazimowa                  | „Start a Fire”                 | 22      | 33     |
| 4   | Islandia        | angielski                        | Pollapönk                        | „No Prejudice”                 | 15      | 58     |
| 5   | Norwegia        | angielski                        | Carl Espen                       | „Silent Storm”                 | 8       | 88     |
| 6   | Rumunia         | angielski                        | Paula Seling i Ovi               | „Miracle”                      | 12      | 72     |
| 7   | Armenia         | angielski                        | Aram Mp3                         | „Not Alone”                    | 4       | 174    |
| 8   | Czarnogóra      | czarnogórski                     | Sergej Ćetković                  | „Moj svijet”                   | 19      | 37     |
| 9   | Polska          | polski, angielski                | Donatan i Cleo                   | „My Słowianie – We Are Slavic” | 14      | 62     |
| 10  | Grecja          | angielski                        | Freaky Fortune (feat. RiskyKidd) | „Rise Up”                      | 20      | 37     |
| 11  | Austria         | angielski                        | Conchita Wurst                   | „Rise Like a Phoenix”          | 1       | 290    |
| 12  | Niemcy          | angielski                        | Elaiza                           | „Is It Right”                  | 18      | 39     |
| 13  | Szwecja         | angielski                        | Sanna Nielsen                    | „Undo”                         | 3       | 218    |
| 14  | Francja         | francuski, angielski, hiszpański | Twin Twin                        | „Moustache”                    | 26      | 2      |
| 15  | Rosja           | angielski                        | Siostry Tołmaczowe               | „Shine”                        | 7       | 89     |
| 16  | Włochy          | włoski                           | Emma Marrone                     | „La mia città”                 | 21      | 33     |
| 17  | Słowenia        | angielski, słoweński             | Tinkara Kovač                    | „Round and Round”              | 25      | 9      |
| 18  | Finlandia       | angielski                        | Softengine                       | „Something Better”             | 11      | 72     |
| 19  | Hiszpania       | angielski, hiszpański            | Ruth Lorenzo                     | „Dancing in the Rain”          | 10      | 74     |
| 20  | Szwajcaria      | angielski                        | Sebalter                         | „Hunter of Stars”              | 13      | 64     |
| 21  | Węgry           | angielski                        | András Kállay-Saunders           | „Running”                      | 5       | 143    |
| 22  | Malta           | angielski                        | Firelight                        | „Coming Home”                  | 23      | 32     |
| 23  | Dania           | angielski                        | Basim                            | „Cliche Love Song”             | 9       | 74     |
| 24  | Holandia        | angielski                        | The Common Linnets               | „Calm After the Storm”         | 2       | 238    |
| 25  | San Marino      | angielski                        | Valentina Monetta                | „Maybe”                        | 24      | 14     |
| 26  | Wielka Brytania | angielski                        | Molly                            | „Children of the Universe”     | 17      | 40     |

Legenda:
     Zdobywca pierwszego miejsca
     Zdobywca drugiego miejsca
     Zdobywca trzeciego miejsca

#### Tabela punktacyjna finału
| Wyniki jurorów i telewidzów | Wyniki jurorów i telewidzów | Wyniki jurorów i telewidzów | Wyniki jurorów i telewidzów | Wyniki jurorów i telewidzów |
| Miejsce                     | Telewidzowie                | Punkty                      | Jurorzy                     | Punkty                      |
| --------------------------- | --------------------------- | --------------------------- | --------------------------- | --------------------------- |
| 1                           | Austria                     | 311                         | Austria                     | 224                         |
| 2                           | Holandia                    | 222                         | Szwecja                     | 201                         |
| 3                           | Armenia                     | 193                         | Holandia                    | 200                         |
| 4                           | Szwecja                     | 190                         | Węgry                       | 138                         |
| 5                           | Polska                      | 162                         | Armenia                     | 125                         |
| 6                           | Rosja                       | 132                         | Malta                       | 119                         |
| 7                           | Szwajcaria                  | 114                         | Finlandia                   | 114                         |
| 8                           | Ukraina                     | 112                         | Azerbejdżan                 | 108                         |
| 9                           | Rumunia                     | 103                         | Norwegia                    | 102                         |
| 10                          | Węgry                       | 98                          | Dania                       | 85                          |
| 11                          | Białoruś                    | 56                          | Hiszpania                   | 83                          |
| 12                          | Islandia                    | 46                          | Ukraina                     | 78                          |
| 13                          | Dania                       | 43                          | Rosja                       | 70                          |
| 14                          | Grecja                      | 43                          | Niemcy                      | 61                          |
| 15                          | Hiszpania                   | 41                          | Islandia                    | 59                          |
| 16                          | Norwegia                    | 39                          | Wielka Brytania             | 52                          |
| 17                          | Finlandia                   | 39                          | Rumunia                     | 51                          |
| 18                          | Czarnogóra                  | 33                          | Białoruś                    | 50                          |
| 19                          | Włochy                      | 32                          | Grecja                      | 49                          |
| 20                          | Niemcy                      | 31                          | Czarnogóra                  | 48                          |
| 21                          | Wielka Brytania             | 29                          | Włochy                      | 37                          |
| 22                          | Azerbejdżan                 | 26                          | Szwajcaria                  | 27                          |
| 23                          | San Marino                  | 18                          | Polska                      | 23                          |
| 24                          | Malta                       | 17                          | Słowenia                    | 21                          |
| 25                          | Słowenia                    | 15                          | San Marino                  | 16                          |
| 26                          | Francja                     | 1                           | Francja                     | 5                           |

| Uczestnicy konkursu | Ukraina         | 113 |    | 8  | 10 |    |    |    |    | 7  | 5  | 5  | 5  |    |    |    | 7  | 10 |    | 2  | 6  |    | 2  |    | 1  |    |    |    | 7  | 8  |    | 4  | 10 |    | 5  | 6  | 5  |    |    |
| Uczestnicy konkursu | Białoruś        | 43  | 6  |    | 7  |    |    |    | 8  | 1  |    |    |    |    |    |    | 12 |    |    |    |    |    |    |    |    |    |    |    |    |    |    | 5  |    |    | 1  |    | 3  |    |    |
| Uczestnicy konkursu | Azerbejdżan     | 33  | 1  | 3  |    |    |    |    |    |    |    |    |    |    |    |    | 10 |    |    |    |    |    |    |    |    |    | 12 |    |    |    |    |    |    |    |    | 7  |    |    |    |
| Uczestnicy konkursu | Islandia        | 58  |    |    |    |    | 6  |    |    |    |    |    | 2  | 2  | 4  | 7  | 1  | 7  |    |    | 1  |    | 5  |    | 5  | 6  | 8  | 4  |    |    |    |    |    |    |    |    |    |    |    |
| Uczestnicy konkursu | Norwegia        | 88  |    | 4  |    | 1  |    | 1  |    |    | 7  | 3  | 1  | 5  | 3  | 2  |    |    | 5  | 7  |    | 5  |    | 2  | 6  | 10 |    |    | 3  | 5  |    |    |    | 3  |    |    | 8  | 7  |    |
| Uczestnicy konkursu | Rumunia         | 72  |    | 1  | 6  |    | 4  |    |    |    |    |    | 8  |    |    |    |    | 5  |    |    | 8  |    |    | 8  |    |    |    |    |    |    |    | 5  | 12 | 1  | 8  |    |    | 2  | 4  |
| Uczestnicy konkursu | Armenia         | 174 | 10 | 10 |    | 2  |    | 7  |    | 10 | 1  | 7  | 12 | 6  | 5  | 12 | 8  |    |    | 4  | 4  |    | 7  | 6  | 2  | 7  | 6  |    | 10 | 5  |    |    | 3  | 4  | 6  | 12 |    |    | 8  |
| Uczestnicy konkursu | Czarnogóra      | 37  |    |    |    |    |    |    | 12 |    |    |    |    |    |    |    |    |    | 7  |    |    |    |    |    |    |    |    |    |    |    | 6  |    |    |    |    |    |    |    | 12 |
| Uczestnicy konkursu | Polska          | 62  | 7  | 7  | 2  | 3  | 2  |    |    | 4  |    | 1  |    | 10 | 2  | 5  |    | 8  | 1  |    |    |    | 3  |    |    |    |    |    |    |    |    |    | 2  |    |    |    |    |    | 5  |
| Uczestnicy konkursu | Grecja          | 37  |    | 6  | 4  |    |    |    | 7  |    |    |    |    |    |    |    | 4  | 3  |    |    |    |    |    | 1  |    |    |    | 2  | 2  |    | 2  |    |    |    | 2  | 4  |    |    |    |
| Uczestnicy konkursu | Austria         | 290 | 8  |    | 1  | 10 | 10 | 8  |    | 2  |    | 12 |    | 7  | 12 | 10 | 5  | 12 | 12 | 12 | 12 | 12 | 10 | 10 | 8  | 12 |    | 12 | 6  | 4  | 5  | 12 | 7  | 12 | 12 | 10 | 10 | 12 | 3  |
| Uczestnicy konkursu | Niemcy          | 39  | 5  |    |    |    |    | 2  | 6  |    | 8  |    |    |    |    |    |    |    | 2  |    |    | 7  |    |    |    |    |    |    | 4  |    |    |    |    |    |    | 5  |    |    |    |
| Uczestnicy konkursu | Szwecja         | 218 | 12 |    |    | 7  | 8  | 12 |    | 3  | 4  | 2  | 6  |    |    | 4  | 2  |    | 8  | 10 | 10 | 6  | 8  | 7  | 12 | 8  | 10 | 7  | 8  | 10 | 7  | 10 | 6  | 8  | 10 | 2  | 7  | 4  |    |
| Uczestnicy konkursu | Francja         | 2   |    |    |    |    |    |    |    |    |    |    |    |    | 1  |    |    |    |    | 1  |    |    |    |    |    |    |    |    |    |    |    |    |    |    |    |    |    |    |    |
| Uczestnicy konkursu | Rosja           | 89  | 4  | 12 | 12 |    |    |    | 10 |    |    | 10 |    |    |    |    |    |    |    |    |    |    |    | 5  |    |    |    |    | 2  | 1  |    |    | 8  | 2  | 3  | 8  | 6  |    | 6  |
| Uczestnicy konkursu | Włochy          | 33  |    |    |    |    |    |    |    | 6  |    |    |    |    |    | 1  |    |    |    |    |    | 2  |    | 12 |    |    |    |    |    |    | 10 |    |    |    |    |    |    |    | 2  |
| Uczestnicy konkursu | Słowenia        | 9   |    |    |    |    |    |    |    | 8  |    |    |    |    |    |    |    |    |    |    |    |    |    |    |    |    |    |    |    |    |    |    |    |    |    |    |    |    | 1  |
| Uczestnicy konkursu | Finlandia       | 72  |    |    |    | 5  | 7  |    |    |    | 3  |    | 4  | 4  | 6  |    |    | 6  |    |    |    | 4  | 6  |    | 4  | 2  | 3  | 6  | 3  | 6  |    | 3  |    |    |    |    |    |    |    |
| Uczestnicy konkursu | Hiszpania       | 74  | 2  |    |    |    | 5  | 5  | 2  |    | 2  |    |    | 1  |    | 6  |    |    | 4  |    |    | 8  |    |    |    |    |    | 5  | 4  | 2  | 12 | 2  |    |    | 4  |    | 4  | 6  |    |
| Uczestnicy konkursu | Szwajcaria      | 64  |    |    |    |    |    | 6  | 5  | 5  | 10 | 4  | 3  | 3  |    |    |    | 2  | 3  |    |    |    | 1  | 3  |    | 3  | 1  |    |    |    |    |    |    | 7  |    | 1  | 2  | 5  |    |
| Uczestnicy konkursu | Węgry           | 143 | 3  | 5  | 8  | 6  |    | 10 |    | 12 |    | 6  | 7  |    | 7  |    | 6  |    |    | 5  | 2  | 1  |    |    | 3  | 4  | 7  |    | 1  | 7  | 8  | 7  | 4  | 6  | 7  |    |    | 1  | 10 |
| Uczestnicy konkursu | Malta           | 32  |    |    | 5  |    |    |    |    |    |    |    |    |    |    |    |    | 1  |    | 3  |    |    |    |    |    | 5  | 4  | 10 | 1  |    | 1  |    |    |    |    |    |    | 3  |    |
| Uczestnicy konkursu | Dania           | 74  |    |    |    | 8  | 1  | 4  | 1  |    | 6  |    |    | 8  | 8  | 3  |    |    | 6  | 6  | 3  | 3  |    |    |    | 1  | 1  | 3  |    |    |    | 6  |    | 5  |    |    | 1  |    |    |
| Uczestnicy konkursu | Holandia        | 238 |    | 2  |    | 12 | 12 | 3  | 4  |    | 12 | 8  | 10 | 12 | 10 | 8  | 3  | 4  | 10 | 8  | 7  | 10 | 12 |    | 10 |    | 2  | 8  | 12 | 12 |    | 8  |    | 10 |    |    | 12 | 10 | 7  |
| Uczestnicy konkursu | San Marino      | 14  |    |    | 3  |    |    |    | 3  |    |    |    |    |    |    |    |    |    |    |    |    |    | 4  |    |    |    |    |    | 3  |    |    |    | 1  |    |    |    |    |    |    |
| Uczestnicy konkursu | Wielka Brytania | 40  |    |    |    | 4  | 3  |    |    |    |    |    |    |    |    |    |    |    |    |    | 5  |    |    | 4  | 7  |    | 5  |    |    |    |    | 1  |    |    |    | 3  |    | 8  |    |
| Kraje finałowe uporządkowane zostały według kolejności występów w finale, pozostałe – według kolejności występów w półfinałach. |                 |     |    |    |    |    |    |    |    |    |    |    |    |    |    |    |    |    |    |    |    |    |    |    |    |    |    |    |    |    |    |    |    |    |    |    |    |    |    |

## Pozostałe nagrody

### Nagrody im. Marcela Bezençona

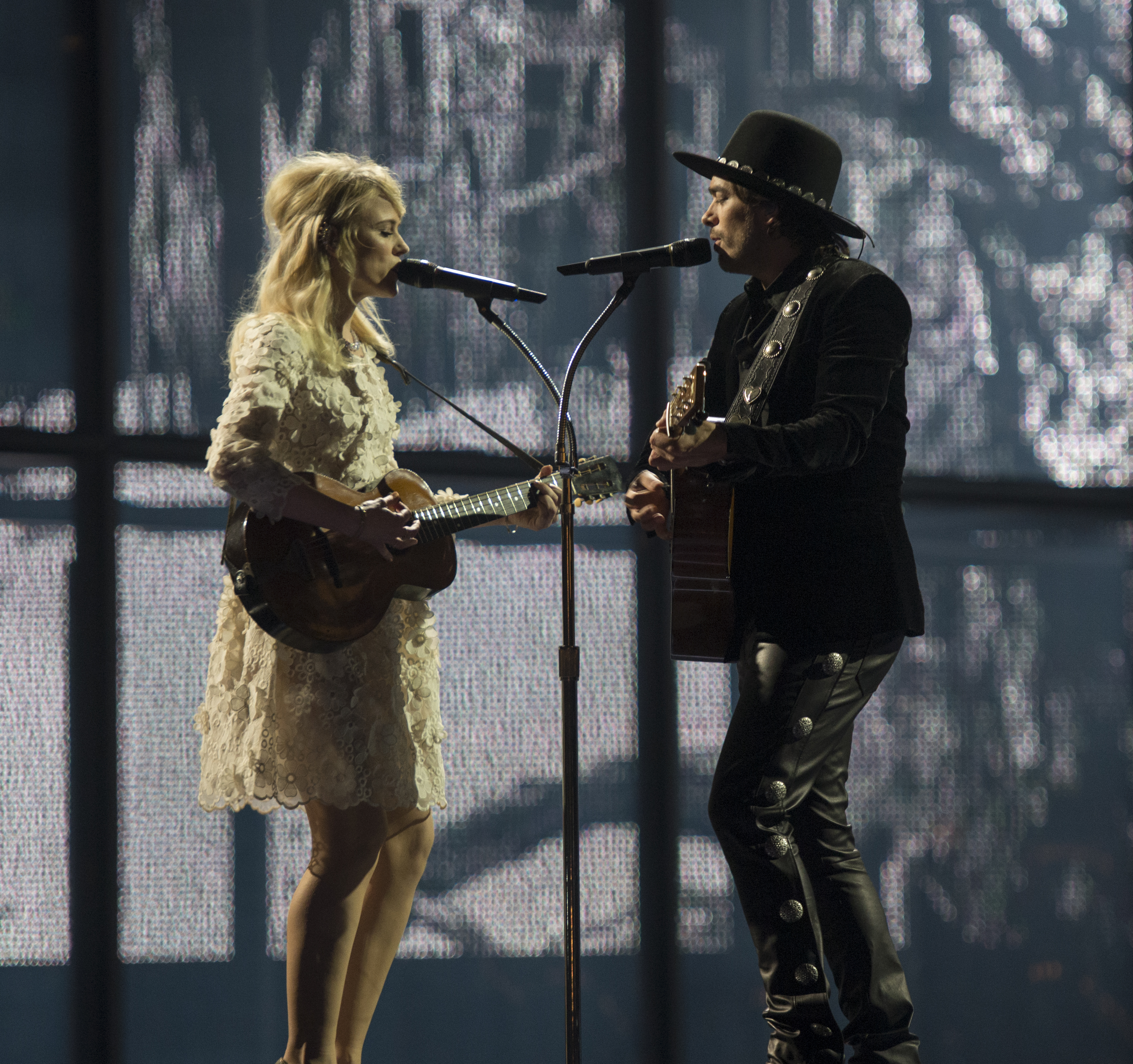
The Common Linnets – zdobywcy drugiego miejsca w konkursie oraz Nagrody Artystycznej i Kompozytorów im. Marcela Bezençona

W 2014 przyznano tzw. Nagrody im. Marcela Bezençona, czyli wyróżnienia przyznawane od 2002 dla najlepszych piosenek biorących udział w koncercie finałowym, sygnowane nazwiskiem twórcy konkursu – Marcela Bezençona. Pomysłodawcami statuetek zostali: szef szwedzkiej delegacji konkursowej Christer Björkman oraz członek zespołu Herreys – Richard Herrey.
W 2014 nagrody w trzech kategoriach otrzymali:
| Kategoria            | Kraj     | Piosenka               | Wykonawca          | Autor(zy)                                                        |
| -------------------- | -------- | ---------------------- | ------------------ | ---------------------------------------------------------------- |
| Nagroda Dziennikarzy | Austria  | „Rise Like a Phoenix”  | Conchita Wurst     | Charly Mason Joey Patulka Ali Zuckowski Julian Maas              |
| Nagroda Artystyczna  | Holandia | „Calm After the Storm” | The Common Linnets | Ilse DeLange JB Meijers Rob Crosby Matthew Crosby Jake Etheridge |
| Nagroda Kompozytorów | Holandia | „Calm After the Storm” | The Common Linnets | Ilse DeLange JB Meijers Rob Crosby Matthew Crosby Jake Etheridge |

### Faworyt OGAE

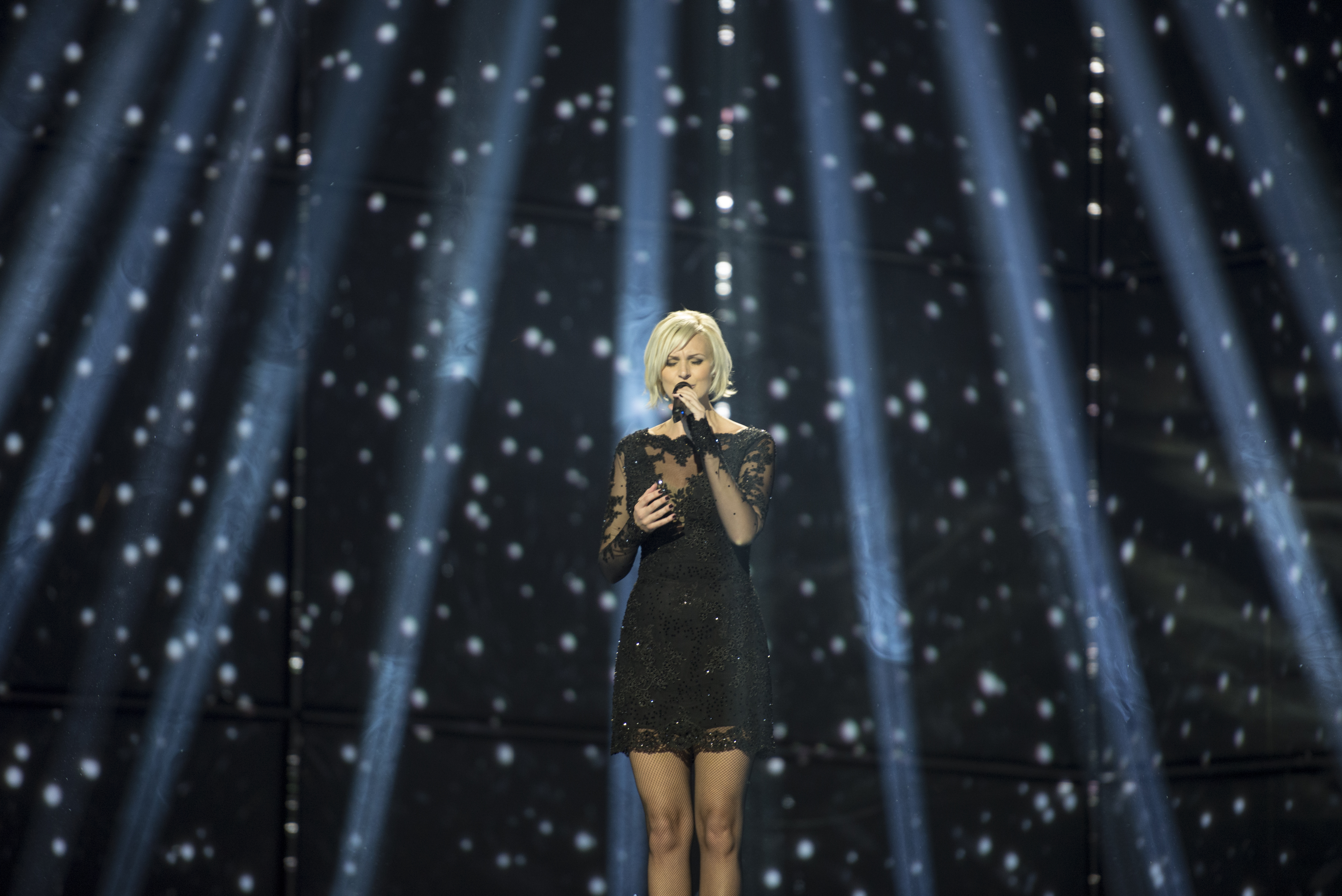
Sanna Nielsen – faworytka Stowarzyszenie Miłośników Konkursu Piosenki Eurowizji (OGAE) do wygrania konkursu

Stowarzyszenie Miłośników Konkursu Piosenki Eurowizji (OGAE) to pozarządowa, pozapolityczna organizacja non profit zrzeszająca 37 krajowych fanklubów Konkursu Piosenki Eurowizji, założona przez Jari-Pekka Koikkalainena w 1984 w Savonlinna. Pozostałe państwa na świecie są zjednoczone w oddział OGAE Reszta Świata, które powstało w 2004.
Od 2007 corocznie, przed każdym Konkursem Piosenki Eurowizji, większość oddziałów przeprowadza głosowanie, w którym głosuje na wszystkie piosenki zgłoszone do danego konkursu (z wyłączeniem propozycji krajowej), przy użyciu tzw. systemu eurowizyjnego (tj. 1-8, 10 i 12 punktów dla 10 ulubionych utworów).
W 2014 pięcioma głównymi faworytami klubów do zwycięstwa zostali:
| Lp. | Kraj            | Piosenka                   | Artysta                | Autor(zy)                                             | Punkty OGAE |
| --- | --------------- | -------------------------- | ---------------------- | ----------------------------------------------------- | ----------- |
| 1   | Szwecja         | „Undo”                     | Sanna Nielsen          | Fredrik Kempe David Kreuger Hamed „K-One” Pirouzpanah | 354         |
| 2   | Węgry           | „Running”                  | András Kállay-Saunders | András Kállay-Saunders Krisztián Szakos               | 262         |
| 3   | Izrael          | „Same Heart”               | Mei Finegold           | Rami Talmid                                           | 233         |
| 4   | Austria         | „Rise Like a Phoenix”      | Conchita Wurst         | Charley Mason Joey Patulka Ali Zuckowski Julian Maas  | 221         |
| 5   | Wielka Brytania | „Children of the Universe” | Molly Smitten-Downes   | Molly Smitten-Downes Anders Hansson                   | 162         |

### Nagroda im. Barbary Dex
W 2014 przyznana została Nagroda im. Barbary Dex, nieoficjalny tytuł przyznawany corocznie przez fanów konkursu za pośrednictwem holenderskiej strony House of Eurovision (eurovisionhouse.nl) najgorzej ubranemu artyście w Konkursie Piosenki Eurowizji w danym roku. Największą liczbę 311 głosów otrzymała reprezentantka Litwy Vilija Matačiūnaitė. Na drugim miejscu znalazły się ex aequo reprezentantka Włoch, Emma Marrone, i Mołdawii, Cristina Scarlat (90 głosów).

## Oglądalność
W Polsce średnia oglądalność transmisji finału Konkursu Piosenki Eurowizji wyniosła łącznie około 5 mln widzów (4,63 mln w TVP1 i 373 tysiące w TVP Polonia, co stanowiło 40-procentowy udział na rynku), przy czym było to około 5,8 mln widzów w czasie występu polskiej reprezentacji. W Danii finał oglądało 2,4 mln (89%), w Szwecji 3,4 mln (83,2%), w Norwegii 1,4 mln (77,3%), w Holandii 5,1 mln (65%), w Wielkiej Brytanii 8,8 mln (42%), w Słowenii 324 tys. (47%), w Portugalii 542 tys. (13,5%), w Grecji 2,1 mln (55,7%), we Włoszech 1,1 mln (8,8%), w Austrii 1,3 mln (54%), we Francji 2,6 mln (13,6%), w Niemczech 8,96 mln (42%), w Hiszpanii 35%.

## Międzynarodowi nadawcy oraz głosowanie

### Sekretarze
Poniżej przedstawione zostały nazwiska wszystkich sekretarzy, którzy ogłaszali wyniki głosowania w poszczególnych krajach. Państwa zostały uporządkowane w kolejności przyznawania punktów:

1. Azerbejdżan – Səbinə Babayeva
(reprezentantka Azerbejdżanu w konkursie w 2012)
2. Grecja – Andrianna Maggania
3. Polska – Paulina Chylewska
4. Albania – Andri Xhahu
5. San Marino – Michele Perniola
6. Dania – Sofie Lassen-Kahlke
7. Czarnogóra – Tijana Misković
8. Rumunia – Sonia Argint Lonescu
9. Rosja – Alsou
(reprezentantka Rosji w konkursie w 2000)
10. Holandia – Tim Douwsma
11. Malta – Valentina Rossi
12. Francja – Elodie Suigo
13. Wielka Brytania – Scott Mills
14. Łotwa – Ralfs Eilands
(reprezentant Łotwy w konkursie w 2013)
15. Armenia – Anna Avanesyan
16. Islandia – Benedikt Valsson
17. Macedonia – Marko Mark
18. Szwecja – Alcazar
19. Białoruś – Alona Łanska
(reprezentantka Białorusi w konkursie w 2013)
20. Niemcy – Helene Fischer
21. Izrael – Ofer Nachshon
22. Portugalia – Joana Teles
23. Norwegia – Margrethe Røed
24. Estonia – Lauri Pihlap
(zwycięzca konkursu w 2001)
25. Węgry – Éva Novodomszky
26. Mołdawia – Olivia Furtuna
27. Irlandia – Nicky Byrne
28. Finlandia – Redrama
29. Litwa – Ignas Krupavičius
30. Austria – Kati Bellowitsch
31. Hiszpania – Carolina Casado
32. Belgia – Angelique Vlieghe
33. Włochy – Linus
34. Ukraina – Złata Ogniewicz
(reprezentantka Ukrainy w konkursie w 2013)
35. Szwajcaria – Kurt Aeschbacher
36. Gruzja – Nodiko Tatiszwili i Sopo Gelowani
(reprezentanci Gruzji w konkursie w 2013)
37. Słowenia – Ula Furlan

### Komentatorzy
Spis poniżej przedstawia komentatorów konkursu z poszczególnych krajów w 2014:
- Albania – Andri Xhahu; TVSH (półfinały i finał)
- Armenia – Erik Antaranyan, Anna Avanesyan; Armenia 1 (półfinały i finał)
- Austria – Andi Knoll; ORF eins (półfinały i finał)
- Azerbejdżan – b.d.; İTV (półfinały i finał)
- Belgia – Jean-Louis Lahaye, Maureen Louys; La Une (półfinały i finał)
- Białoruś – Jauhien Pierlin; Belarus-1 (półfinały i finał)
- Chorwacja – Aleksandar Kostadinov; HRT 1 (finał)
- Cypr – Melina Karageorgiou; RIK 1 (półfinały i finał)
- Dania – Anders Bisgaard; DR P4 (finał)
- Estonia – Marko Reikop; ETV (półfinały i finał)
- Finlandia – Jorma Hietamäki, Sanna Pirkkalainen; Yle TV2 (półfinały i finał)
- Francja – Natasha Saint-Pier, Cyril Feraud; France 3 (finał)[202]
- Grecja – Giorgos Kapoutzidis; NERIT (finał)
- Gruzja – Lado Tatishvili, Tamuna Museridze; 1TV (półfinały i finał)
- Holandia – Cornald Maas, Jan Smit; Nederland 1 (półfinały i finał)[203]
- Włochy – b.d.; Rai 4 (półfinał), Rai 2 (finał)[204]
- Polska – Artur Orzech; TVP1 HD/TVP Rozrywka/TVP Polonia (półfinały i finał)

## Kraje niebiorące udziału
- Andora – krajowy nadawca telewizyjny RTVA ogłosił 6 września 2013, że z powodów finansowych kraj nie weźmie udziału w 59. edycji konkursu[86]
- Bośnia i Hercegowina – bośniacki nadawca publiczny BHRT poinformował 18 grudnia 2013, że nie weźmie udziału w konkursie z powodu problemów finansowych oraz braku sponsorów, którzy mogliby wesprzeć stację oraz reprezentanta[205]
- Bułgaria – Bułgarska Telewizja Narodowa (BNT) poinformowała 22 listopada 2013, że nie weźmie udziału w konkursie z powodu cięć budżetowych i problemów finansowych[85]
- Chorwacja – chorwacki nadawca Hrvatska radiotelevizija (HRT) 19 września 2013 potwierdził rezygnację z udziału w Konkursie Piosenki Eurowizji z powodu problemów finansowych oraz niesatysfakcjonujących wyników, nie wykluczył jednak szansy na transmisję koncertu finałowego[84]
- Cypr – cypryjska telewizja publiczna Cyprus Broadcasting Corporation (CyBC) wycofała się z konkursu 3 października 2013, z powodu trudnej sytuacji finansowej stacji[83]
- Czechy – czeski nadawca Česká televize poinformował w maju 2013, że stacja nie ma w planach powrotu na Konkurs Piosenki Eurowizji[206][207], a w październiku oficjalnie potwierdził brak udziału[87]
- Kazachstan – kazachski nadawca negocjował dołączenie do Europejskiej Unii Nadawców (EBU), jednak jest to niemożliwe ze względu na brak członkostwa kraju w Radzie Europy, co jest obowiązkiem państw ubiegających się o przyłączenie do EBU[208][209]
- Kosowo – kosowski Wiceminister Spraw Zagranicznych, Petrit Selimi, zdradził podczas szwedzkiego programu telewizyjnego Korrespondenterna, że Kosowo chciało dołączyć w 2013 do Europejskiej Unii Nadawców (EBU), dzięki czemu będzie mogło wystartować w konkursie[210][211]; kraj nie jest jednak uznawany za niezależny przez Międzynarodowy Związek Telekomunikacyjny, co uniemożliwia mu pełne członkostwo w EBU oraz udział w stawce konkursowej[212]
- Liechtenstein – 1 Fürstentum Liechtenstein Television (1FLTV) planował dołączyć do EBU[213] i wyraził chęć udziału w konkursie w 2013, jednak nie otrzymał wówczas zgody na członkostwo w organizacji nadawców[214]; 10 września 2013 nadawca poinformował, że państwo nie zadebiutuje podczas 59. Konkursu[215]
- Luksemburg – krajowy nadawca RTL Télé Lëtzebuerg ogłosił, że kraj nie powrócił do konkursu z powodu braku zainteresowania mieszkańców oraz niewystarczających środków finansowych potrzebnych do potencjalnego organizowania imprezy[88]
- Maroko – nadawca Société Nationale de Radiodiffusion et de Télévision (SNRT) poinformował 11 września 2013, że nie wyklucza udziału w konkursie w przyszłości, jednak nie zamierzał wysyłać reprezentanta na imprezę w 2014[89]
- Monako – krajowy nadawca Télé Monte Carlo (TMC) potwierdził 17 września 2013, że nie wyśle swojego reprezentanta na 59. Konkurs Piosenki Eurowizji[90]
- Serbia – serbski nadawca Radio-Televizija Srbije (RTS) poinformował 22 listopada 2013, że nie weźmie udziału w konkursie z powodów finansowych[85]
- Słowacja – słowacki nadawca Rozhlas a Televízia Slovenska (RTVS) poinformował 9 września 2013, że kraj nie powróci do konkursu w 2014[91][207]
- Turcja – dyrektor generalny Türkiye Radyo ve Televizyon Kurumu (TRT), İbrahim Şahin, poinformował 14 września 2013, że nadawca nie wyśle swojego reprezentanta na konkurs w 2014 z powodu niezadowolenia z obecnych zasad głosowania (podział głosów telewidzów i sędziów w stosunku 50:50) oraz braku zrozumienia dla przywilejów tzw. wielkiej piątki (zapewniony udział w finale)[92]